# الإدراك المتعالي
مصطلح أورده كانط يشير إلى ما هو قبلي أولي، أي الإدراك غير التجريبي الفطري المحض، الذي لا يتغير والذي، كما ذهب، يحدد وحدة عالم الظواهر الذي يستمد الإدراك منه أشكاله وقوانينه. وفي رأي كانط أن وحدة الإدراك المتعالي هي شرط ترابط التصورات الإنسانية والاحتفاظ بها وإعادة تقديمها، وذاتية الـ«أنا» أي كون الأطروحة «أنا أفكر» وإرادة في أي تصور، تشكل أساس هذه الوحدة. ولما كان فيخته قد أسس فلسفته على هذه المصادرة المثالية للكانطية فإنه أنشأ مذهبه الخاص في المثالية الذاتية.